# Овчи-Пирим
«Овчи-Пирим», или «Сказка об Овчи-Пириме» (азерб. Ovçu Pirimin nağılı) — азербайджанская народная сказка, повествующая о приключениях охотника (овчи) по имени Пирим.

## Издания сказки
Впервые сказка была напечатана в седьмом выпуске «Сборника материалов для описания местностей и племен Кавказа», изданного в 1889 году, в главе «Татарские сказки». Эту версию сказки в 1888 году сообщил в городе Шемахе городской учитель Александр Калашев. Она была записана им со слов его тёти, 90-летней Манишаг Кароглановой, — дяди, Моисея Калашева, и отца, Исаака Калашева — жителей села Сагиян, Шемахинского уезда, Бакинской губернии.
В 26-м выпуске сборника, изданного в 1899 году, предание об Овчи-Пириме было напечатано в главе «Татарская народная словесность в Закавказье». Это предание было записано в селении Мамурлы Джеванширского уезда Елисаветпольской губернии воспитанником Закавказской учительской семинарии Мусой Кулиевым. Сюжет этого сказания полностью отличался от сюжета первой, за исключением того, что в обеих сказках Пирим был охотником. В предисловии к главе директор Тифлисской гимназии А. Богоявленский писал:
Предание об Овчи-Пириме даёт картину трогательной борьбы благородных чувств: отец, которому Овчи-Пирим возвращает сына, отказывается в пользу его от всего своего имущества, тогда как Овчи-Пирим, сделав доброе дело, не хочет омрачить радость облагодетельствованной им семьи её разорением. Интересно, что личность Овчи-Пирима, по видимому, в татарских сказаниях является имеющей вполне определённый характер: в сказке, напечатанной под этим заглавием в VII в. Сборника (отд. 2, стр. 98 и д.), Овчи-Пирим также является охотником и отличается благородством характера и отсутствием жадности.
В 1935 году сказка была напечатана в сборнике «Азербайджанские, турецкие сказки», составленном Ханафи Зейналлы и изданном в Москве под редакцией профессора Соколова. В 1937 году сказка была опубликована в книге Гуммета Ализаде «Дастаны и сказки». В 1959 году сказка была напечатана в сборнике «Азербайджанские сказки» под редакцией Ахлимана Ахундова. Переводы сказки на русский язык повторяли друг друга и представляли сокращённый вариант. Здесь был утрачен национальный колорит и сохранён лишь сюжет сказки.

## Сюжет
В основной версии сказки Овчи-Пирим, путешествуя, встречает двух сплетавшихся змей — белую и чёрную (в одной версии сказки чёрная змея была возлюбленным белой, в другой — пыталась убить её). Овчи-Пирим, видя как чёрная змея душит белую, достаёт свой лук и стреляет в чёрную, но промахивается и стрела попадает в белую змею. Белая змея оказывается дочерью грозного змеиного царя, который повелевает, чтобы Овчи-Пирима доставили к нему. Оказавшись во дворце змеиного царя, и в окружении тысячи змей, Овчи-Пирим объясняет, что желал добра белой змее и стрелял в чёрную. Змеиный царь верит Пириму и в награду плюёт ему в рот (в других версиях Пирим сам просит, чтобы царь змей это сделал). Слюна змеиного царя оказывается волшебной и тот, кому змеиный царь плюнул в рот, обладает способностью понимать язык всего что есть (животных, трав, ветра и пр.). Однако змеи (по одной версии сама царевна за то, что из-за Пирима был схвачен её возлюбленный) накладывают на Пирима проклятие: если он кому-то раскроет свою тайну, то будет съеден волками. Овчи-Пирим возвращается домой. Однако его жена замечает нечто странное в его поведении. Пирим ни с того, ни с сего то улыбается, то становится задумчивым. Однажды он слышит разговор жеребёнка с кобылой и улыбается. Жена замечает это и начинает интересоваться, почему он улыбнулся когда кобыла и жеребёнок заржали. Пирим не мог раскрыть ей свою тайну и всячески отговаривался. Однако жена от него не отставала и настолько замучила, что Пирим в итоге раскрыл ей свою тайну. Зная, что его ждёт гибель, Пирим уходит и встречает кибитку пастуха. Он рассказывает пастуху свою историю, и тот решает помочь Пириму, сказав, что его собаки справятся с любыми волками. Вскоре к кибитке начинают приближаться волки с целью сожрать Овчи-Пирима. Между собаками и волками завязывается кровавая битва. В итоге волки, перебив всех собак, убивают и самого Пирима.
Нужно отметить, что в некоторых версиях сказки с Овчи-Пиримом, наряду с историей про змеиного царя, происходят и другие случаи. Так, ему приходится добиваться руки китайской принцессы, строить для шаха целый дворец из слоновой кости и т. д.